# Wayne Eyer Manning
Wayne Eyer Manning ( 1899 - 2004) fue un horticultor, y botánico estadounidense.

## Biografía
En 1920, obtiene su Bachelor of Sciences por el Oberlin College, y en 1926, su Ph.D. por la Universidad Cornell, defendiendo una tesis sobre la anatomía floral de Juglandaceae.
Fue profesor un año en Cornell, y luego lo es otro año en la Universidad de Illinois, Urbana. Retorna al Smith College donde enseña de 1928 a 1941. En 1945, trabaja en la Universidad Ducknell hasta su retiro en 1968.
Publicó más de 40 publicaciones consagradas principalmente a Juglandaceae.

## Algunas publicaciones
- 1926. The Morphology and Anatomy of the Flowers of the Juglandaceae. Ed. Cornell Univ. 264 pp.

## Honores

### Eponimia
Especies
- (Apiaceae) Scaraboides manningii Magee & B.-E.van Wyk[3]

- (Juglandaceae) Alfaroa manningii León[4]
- La abreviatura «W.E.Manning» se emplea para indicar a Wayne Eyer Manning como autoridad en la descripción y clasificación científica de los vegetales.[5]

## Fuente
- Notice nécrologique de Warren G. Abrahamson parue dans Plant Sci. Bull. 50 (2) - verano 2004 (en inglés)
- Esta obra contiene una traducción  derivada de «Wayne Eyer Manning» de Wikipedia en francés, concretamente de esta versión, publicada por sus editores bajo la Licencia de documentación libre de GNU y la Licencia Creative Commons Atribución-CompartirIgual 4.0 Internacional.